# Registr mobilních zařízení
Registr mobilních zařízení (registr mobilních stanic, anglicky Equipment Identity Register, EIR) je databáze čísel IMEI, která jednoznačně identifikují mobilní zařízení (nejčastěji mobilní telefon). Z technického hlediska je to nepovinná část mobilní sítě GSM/UMTS.
EIR slouží k mimo jiné ověření, zda je použití příslušného mobilního zařízení v mobilní síti povoleno, a zda se nejedná o odcizený přístroj. Mobilní zařízení při přihlášení do sítě předává své IMEI, a síť může provádět kontrolu dotazem na EIR.
Každé IMEI může být v EIR na bílé, šedé nebo černé listině. Zařízením, jejichž IMEI je na černé listině, může síť odmítnout přístup; zařízením na bílé listině, je provoz povolen. Zařízení, jejichž IMEI je na šedé listině, jsou kontrolována.
V praxi se používání EIR na ochranu proti krádežím telefonů často ukazuje jako problematické, protože:
- IMEI mobilního telefonu je možné přeprogramovat
- mnoho provozovatelů sítí EIR nepoužívá
- seznamy IMEI nejsou synchronizovány s ostatními provozovateli sítí

V Německu podporuje blokování přístupu podle IMEI pouze firma Vodafone a jen u telefonů, které byly od ní zakoupeny. Operátor E-Plus blokování IMEI po špatných zkušenostem zrušil. Firma Deutsche Telekom neposkytuje žádný způsob, jak blokovat přístup podle IMEI (stav v březnu 2013). V Británii naopak všichni operátoři blokování IMEI umožňují.